# Nepokoje 20. června 1792

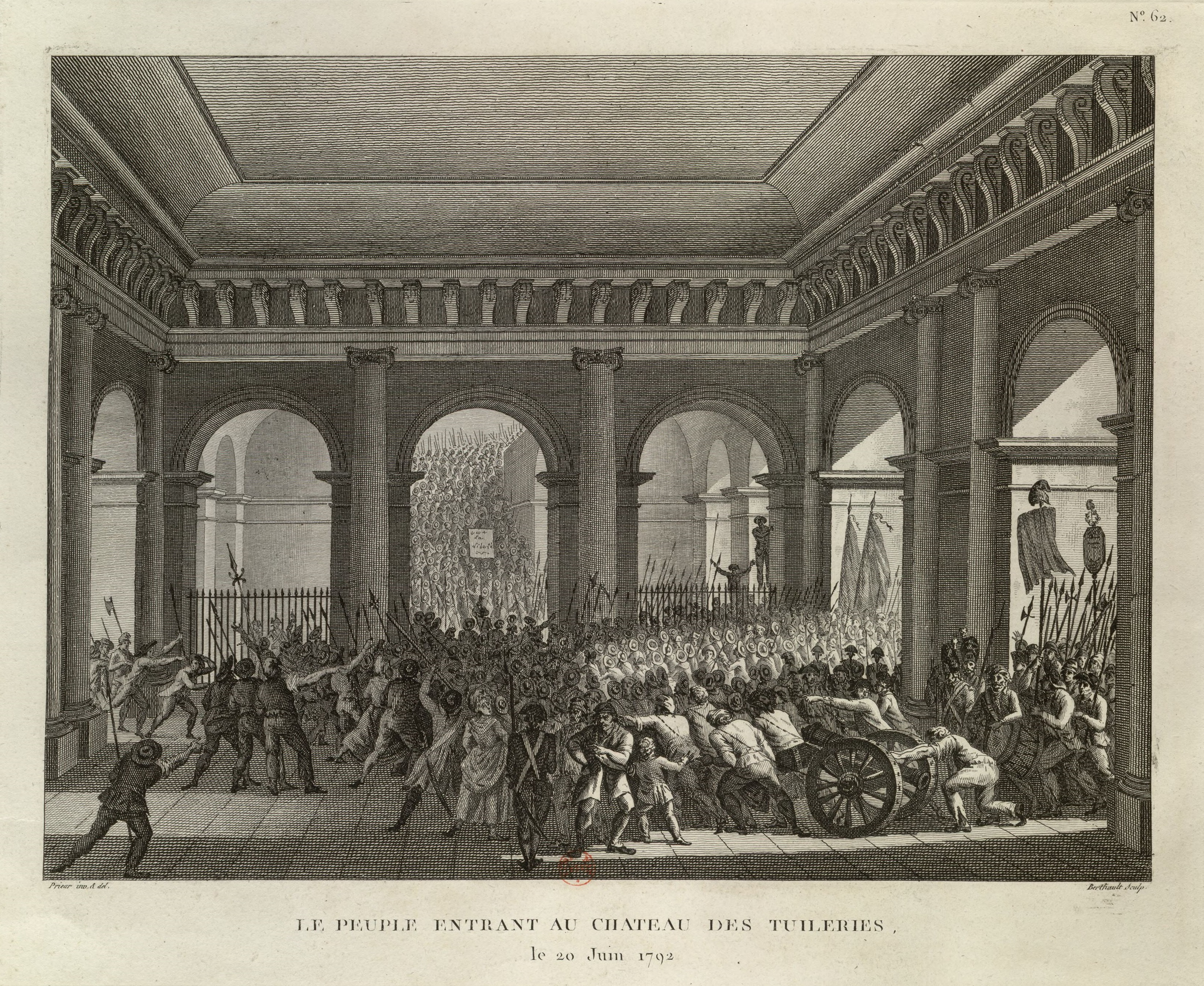
Lidé pronikající do Château des Tuileries 20. června 1792. Rytina Jana Bulthuise, kolem 1800, BnF.

Nepokoje 20. června 1792 (ve francouzských dějinách la journée du 20 juin 1792) se odehrály v Paříži během Velké francouzské revoluce z iniciativy girondistů u příležitosti výročí přísahy v míčovně. Během lidové demonstrace vtrhl dav do paláce Tuileries, kde pobýval král Ludvík XVI. s rodinou.

## Kontext
Dne 20. dubna 1792 byla vyhlášena válka českému a uherskému králi a pruskému králi. Dne 13. června král odvolal girondistické ministry Servana, Rolanda a Clavièra, rovněž vetoval dekrety Zákonodárného shromáždění o sankcích vůči kněžím odmítajícím ústavu duchovenstva. Šířily se obavy z chování generálů a nečinnosti armády.
Dne 16. června La Fayette napsal Národnímu shromáždění, aby odsoudilo anarchii, kterou podle něj udržovali jakobíni, ohrožující francouzskou ústavu zevnitř stejně jako nepřáteli zvenčí. Pod hrozbou státního převratu ze strany monarchistů nebo feuillantů se girondisté pokusili využít lidové povstání v pařížských sekcích díky starostovi Pétionovi, a to i přes opačný názor Robespierra a nejaktivnějších členů pařížského demokratického proudu, kteří považovali takový podnik za předčasný.

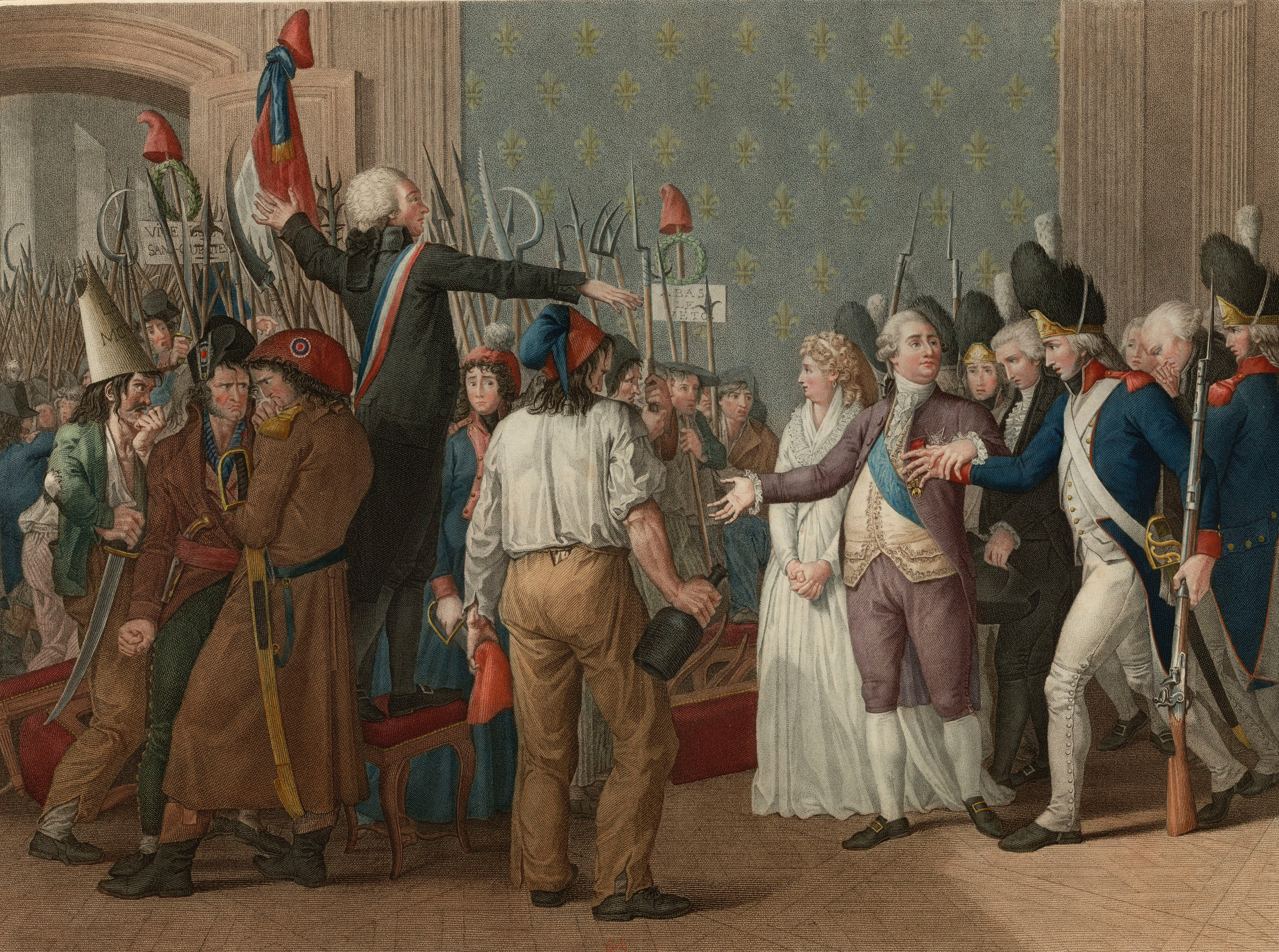
Konfrontace mezi povstalci a Ludvíkem XVI. 20. června 1792. Barevný tisk, 1796, Paříž, BnF.

## Průběh
S cílem zastrašit kontrarevolucionáře a donutit krále odvolat své ministry a stáhnout své veto, bylo rozhodnuto o demonstraci. Dne 20. června lidé z předměstí, doplnění zástupci národní gardy jako generál Santerre, vtrhli do Shromáždění, kde Sulpice Huguenin přečetl petici. Poté obsadili palác Tuileries. Král jednal se zástupci davu po dvě hodiny. Souhlasil, že si nasadí frygickou čapku a připije na zdraví národa, ale odmítl odvolat své veto a odvolání ministrů s odkazem na zákon a ústavu.
Kolem desáté hodiny večer nechal starosta Pétion a obecní strážci palác vyklidit. I přes své ponížení, se Ludvík XVI. pokusil využít situaci ve svůj prospěch. Především posiloval roajalistickou opozici, která zdůrazňovala výtržnosti davu a odvahu krále tváří v tvář demonstrantům. Do Paříže přicházely z departementů dopisy a petice odsuzující demonstraci, i když mnoho klubů zaslalo králi i nepřátelské petice. Pétion byl zbaven některých pravomocí starosty.

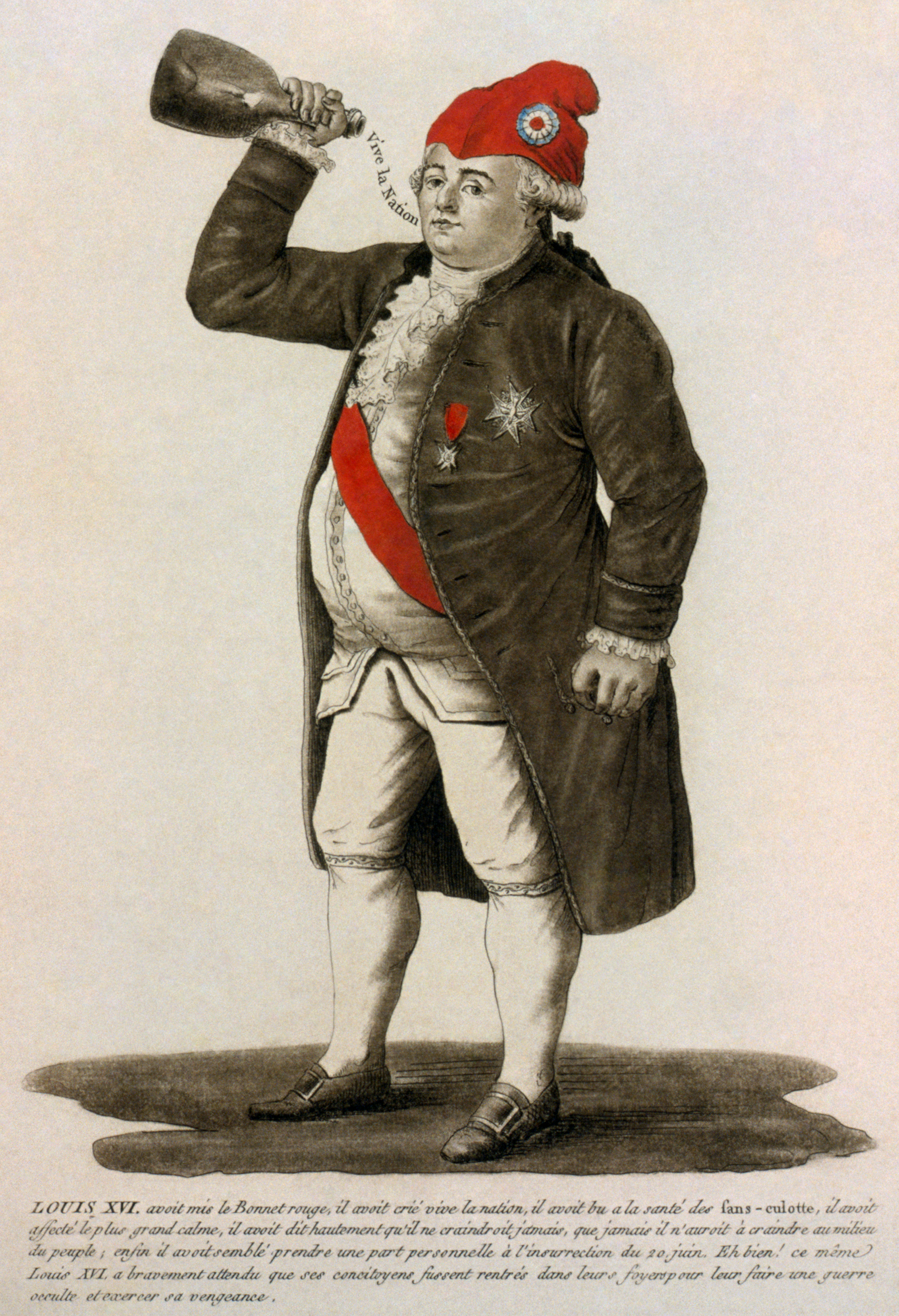
Karikatura Ludvíka XVI., který má frygickou čapku a připíjí na zdraví národa (anonymní autor, 1792).

## Následky
La Fayette 28. června vystoupil na Shromáždění, kde požadoval opatření proti jakobínům. Nepodaří-li se levici napomenout za její nekázeň, nezíská generál podporu ani dvora, který mu nevěří, ani národní gardy v buržoazních čtvrtích. Poté navrhl králi, aby se dal pod jeho ochranu v Compiègne, kde shromáždil své vojáky, ale ten odmítl, neboť doufal v lepší vývoj situace.
Girondisté byli oslabeni svým neúspěchem, jejich vůdci oscilovali mezi obviněním krále ze zrady na začátku července a mezi pokušením sblížit se s panovníkem. Feuillanté se politicky zdiskreditovali poté, co odmítli schválit La Fayettův návrh. Kontaktovali Ludvíka XVI., který je nijak neodradil, a poté začali odsuzovat hypotézu o povstaleckém hnutí a pádu krále, čímž ztratili lidovou podporu.
Ludvík XVI. trval na svém odhodlání bránit ústavu a doufal v nárůst veřejného mínění ve svůj prospěch. To se projevilo 14. července 1792 na třetí svátek Federace, kdy mu byly vyjadřovány sympatie. Manifest brunšvického vévody ale vše změnil. Pokus Komuny a jakobínů zbavit se krále 20. června sice nevyšel, stal se však předehrou událostem 10. srpna.